# Mario Lettieri
Mario Lettieri (Gallicchio, 22 gennaio 1942) è un politico italiano.

## Biografia
Nato il 22 gennaio 1942 a Gallicchio, in provincia di Potenza, si è laureato in lingue e letterature straniere, docente in numerosi istituti tecnici per ragionieri, nel 1975 venne eletto consigliere regionale tra le file del Partito Comunista Italiano e venne confermato anche nel 1980 e nel 1985. Nella regione Basilicata è stato presidente della commissione bilancio e programmazione e vicepresidente del consiglio regionale.
In seguito allo scioglimento del PCI con la svolta della Bolognina di Achille Occhetto nel 1991, aderisce alla nascita del Partito Democratico della Sinistra (PDS), con cui alle elezioni politiche del 1992 venne eletto deputato alla Camera.
Nel 1994 fonderà un movimento regionalista denominato "I Democratici", che nel 1999 confluirà nell'omonimo partito fondato da Romano Prodi e Arturo Parisi; poco dopo Lettieri farà parte della Margherita, militando nella corrente di Parisi.
Alle elezioni politiche del 2001 viene ricandidato nel collegio maggioritario di Melfi alla Camera dei deputati, sostenuto dalla coalizione di centro-sinistra L'Ulivo in rappresentanza de La Margherita (lista elettorale centrista alla quale aderivano i dem co a capon il candidato premier Francesco Rutelli), dove viene eletto per la seconda volta deputato con il 51,25% dei voti contro i candidati della Casa delle Libertà, in quota forzista, Nicola Pagliuca (35,49%), di Democrazia Europea Tommaso Bufano (6,86%), della Lista Di Pietro Sergio Manieri (4,2%) e della Fiamma Tricolore Benito Arnaldo Recine (2,19%). Nella XIV legislatura della Repubblica è stato componente e segretario della 6ª Commissione Finanze e tesoro.
Tra il 2006 e il 2008 è stato sottosegretario di Stato al Ministero dell'economia e delle finanze nel secondo governo presieduto da Romano Prodi.